# Pseudalectrias
Pseudalectrias is een monotypisch geslacht van straalvinnige vissen uit de familie van stekelruggen (Stichaeidae).

## Soort
- Pseudalectrias tarasovi (Popov, 1933)